# Belén Chavanne
Belén Chavanne (* 27. Juli 1989 in Buenos Aires) ist eine argentinische Schauspielerin, Model und DJ.

## Leben
Chavanne studierte Schauspiel am Stella Adler Studio of Acting in New York. Sie arbeitete in den Jahren 2007 und 2008 für den Musiksender MTV. Die Argentinierin gab ihr Schauspieldebüt 2009 in der Fernsehserie Champs 12, wo sie in 127 Episoden die Rolle der Maxi Rios verkörperte. Es folgten Auftritte in weiteren Fernsehproduktionen wie Los vecinos en guerra, Miniserien und Filmen.
Sie spielt die Rolle der Julia in dem argentinischen Spielfilm Der Nobelpreisträger (2016).
Neben ihrer Schauspielkarriere ist Chavanne als Model bei der Agentur IMG Models und als DJ tätig. 